# Tyfus
Tyfus är idag ett samlingsbegrepp för ett flertal olika sjukdomar orsakade av rickettsiabakterier, varav fläcktyfus är den vanligaste. Förr inkluderades även de tyfusliknande sjukdomarna tyfoidfeber och den mildare paratyfoid (förr kallad paratyfus) i begreppet tyfus, men de två sistnämnda sjukdomarna orsakas av två salmonellabakterier, Salmonella typhi respektive Salmonella paratyphi. Likheten med tyfus är orsaken till att dessa två fått ändelsen "oid" som betyder "liknande".
Totalt finns det 17 identifierade varianter av rickettsiabakterier som orsakar sjukdomar hos människor, vissa med hög dödlighet men de flesta orsakar bara irriterande klåda.
Tyfus uppdelas normalt i tre huvudgrupper:
- Fläcktyfus är den mest kända och farligaste varianten av tyfus. Den orsakas av bakterien Rickettsia prowazekii, som överförs mellan människor via klädlusen. Fläcktyfus kunde förr orsaka stora epidemier, speciellt bland soldater och andra, som i krig tvingas leva nära varandra med begränsade möjligheter till renlighet och hygien. Än idag är dödligheten 10-60 procent, såvida inte patienten behandlas med tetracykliner inom åtta dagar.

- Murin tyfus (även kallad endemisk tyfus) orsakas av bakterien Rickettsia typhi och sprids till människor via loppor från råttor. Den förekommer bland annat i södra Kalifornien, Texas och Hawaii. Den är behandlingsbar med antibiotika och har relativt låg dödlighet.

- Fläckfeber är den moderna svenska medicinska benämningen på den grupp tyfussjukdomar som orsakas av fästing- och kvalsterburna rickettsiabakterier.[3]